# Puccinia agrostidicola
Puccinia agrostidicola ist eine Ständerpilzart aus der Ordnung der Rostpilze (Pucciniales). Der Pilz ist ein Endoparasit eines unbestimmten Straußgrases. Symptome des Befalls durch die Art sind Rostflecken und Pusteln auf den Blattoberflächen der Wirtspflanzen. Sie ist ein Endemit Chinas.

## Merkmale

### Makroskopische Merkmale
Puccinia agrostidicola ist mit bloßem Auge nur anhand der auf der Oberfläche des Wirtes hervortretenden Sporenlager zu erkennen. Sie wachsen in Nestern, die als gelbliche bis braune Flecken und Pusteln auf den Blattoberflächen erscheinen.

### Mikroskopische Merkmale
Das Myzel von Puccinia agrostidicola wächst wie bei allen Puccinia-Arten interzellulär und bildet Saugfäden, die in das Speichergewebe des Wirtes wachsen. Aecien oder Spermogonien der Art sind nicht bekannt. Die gelblichen Uredien des Pilzes wachsen meist unterseitig auf den Wirtsblättern, bisweilen auch auf Hüllrohren, und sind länglich oder linear. Ihre gelblichen Uredosporen sind 24–33 × 23–30 µm groß, zumeist kugelig, seltener eiförmig und fein stachelwarzig. Die für gewöhnlich blattunterseitig, gelegentlich auch auf Hüllrohren wachsenden Telien der Art sind schwärzlich und pulverig. Die haselnussbraunen Teliosporen sind ein- bis zweizellig, ellipsoid und 36–56 × 17–27 µm groß. Ihre Stiele sind gelblich bis farblos und 46 µm lang.

## Verbreitung
Das bekannte Verbreitungsgebiet von Puccinia agrostidicola umfasst lediglich China.

## Ökologie
Die Wirtspflanze von Puccinia agrostidicola ist ein nicht näher bestimmtes Straußgras (Agrostis sp.). Der Pilz ernährt sich von den im Speichergewebe der Pflanzen vorhandenen Nährstoffen, seine Sporenlager brechen später durch die Blattoberfläche und setzen Sporen frei. Die Art verfügt über einen Entwicklungszyklus, von dem bislang lediglich Telien und Uredien sowie deren Wirt bekannt sind; Spermogonien und Aecien konnten dem Pilz nicht zugeordnet werden.